# Dragotiná
Dragotiná (grec moderne : Δραγωτινά) est une localité située dans le dème de Corfou-Sud, dans le district régional de Corfou, dans la périphérie des Îles Ioniennes, en Grèce.
Selon le recensement de 2021, elle compte 251 habitants.